# Germania Slavica

Etapas del asentamiento oriental alemán, años 700-1400, con las fronteras del Sacro Imperio Romano (en el 1648, en rojo):
Hasta el año 700
700-1099
1100-1199
1200-1250
1251-1300
1301-1400

La Germania Slavica, es un término historiográfico usado desde la década de 1950, que denota la zona de contacto medieval entre alemanes y eslavos en Europa Central.
El historiador Klaus Zernack divide la Germania Slavica en:
- Germania Slavica I, entre los ríos Elba y Saale en el oeste y el Óder en el este, que había formado parte de los imperios romano y luego del Sacro Imperio Romano como marcas.
- Germania Slavica II, al este de la Germania Slavica I y al oeste del Reino de Polonia, que comprende los ducados de Silesia, Pomerania y Prusia, así como la Neumark.

Desde finales del primer milenio A.C., las tribus eslavas (colectivamente denominadas wendos) se establecieron en la Germania Slavica. El área sufrió grandes transformaciones sociales asociadas con la afluencia de colonos del oeste (principalmente alemanes) durante la Ostsiedlung en la Alta Edad Media.
Por analogía, el término Bavaria Slavica denota la zona medieval de contacto germano-eslava en el noreste de Baviera.